# Harvey Beaks
Harvey Beaks é uma série de animação estado-unidense criada por C. H. Greenblatt para o canal Nickelodeon, onde estreou em 28 de março de 2015. Em Portugal a série estreou no Nickelodeon em 5 de junho de 2015, e no Brasil em 6 de junho do mesmo ano na Nickelodeon.
A série foi renovada para uma segunda temporada.

## Enredo
A série conta a história de Harvey Beaks, um jovem e amigável pássaro, e seus dois melhores amigos, os gêmeos indisciplinados Fee e Foo. Juntos, o trio busca aventura e diversão em Littlebark Grove, uma floresta mágica que eles chamam de lar.

## Produção
C. H. Greenblatt anteriormente havia criado a série Chowder para o Cartoon Network, e começou por desenvolver seu projeto seguinte, pouco depois de ter terminado Chowder em 2010. Greenblatt estava procurando criar uma série diferente de Chowder, que tinha sido demasiada absurda e cómica na natureza, que contava histórias que tinha mais conexão emocional com o público.  Greenblatt lançou a ideia para o Nickelodeon, intitulada Bad Seeds , onde um piloto de 11 minutos foi encomendado pelo canal. Em setembro de 2013, Bad Seeds acabou ganhando uma série completa, mas teve que mudar seu nome no meio da produção, devido a questões de marcas registadas. Greenblatt voltou-se as redes sociais  como Tumblr, enquanto escolhia o elenco de Harvey Beaks.
Tal como aconteceu na série anterior de Greenblatt, Harvey Beaks apresentou atores infantis para interpretar personagens mais jovens, com exceção dos personagens maiores: Dade e a Princesa Roberts, que foram interpretados por C.H. Greenblatt e Andres Salaff. A maioria dos personagens infantis foram dobrados por adultos.

## Música
A banda sonora de Harvey Beaks foi composta por Ego Plum, interpretado por uma orquestra de 40 peças. O tema de abertura foi realizado por Ego Plum, Steve Bartek, Bob Mothersbaugh e David J.

## Episódios
| Temporada | Temporada | Episódios | Exibição original    | Exibição original      | Exibição em Portugal | Exibição em Portugal | Exibição no Brasil   | Exibição no Brasil     |
| Temporada | Temporada | Episódios | Estreia de temporada | Final de temporada     | Estreia de temporada | Final de temporada   | Estreia de temporada | Final de temporada     |
| --------- | --------- | --------- | -------------------- | ---------------------- | -------------------- | -------------------- | -------------------- | ---------------------- |
|           | 1         | 26        | 28 de março de 2015  | 10 de junho de 2016    | 5 de junho de 2015   | 27 de julho de 2016  | 6 de junho de 2015   | 6 de agosto de 2016    |
|           | 2         | 26        | 13 de junho de 2016  | 29 de dezembro de 2017 | 22 de agosto de 2016 | TBA                  | 22 de agosto de 2016 | 22 de dezembro de 2017 |

## Transmissão mundial
| País           | Canal              | Data de estreia        | Título                          | Referências          |       |
| -------------- | ------------------ | ---------------------- | ------------------------------- | -------------------- | ----- |
| Estados Unidos | Nickelodeon        | 28 de março de 2015    | Harvey Beaks                    | [ 8 ]                |       |
| Reino Unido    | Nicktoons          | 11 de maio de 2015     | Harvey Beaks                    | Harvey Beaks         | [ 8 ] |
| Irlanda        | Nicktoons          | 11 de maio de 2015     | Harvey Beaks                    |                      | [ 8 ] |
| África do Sul  | Nickelodeon        | 1 de junho de 2015     | Harvey Beaks                    | [ 9 ]                |       |
| Portugal       | Nickelodeon        | 5 de junho de 2015     | Harvey Beaks                    | [ 10 ] [ 11 ]        |       |
| Espanha        | Nickelodeon        | 5 de junho de 2015     | Harvey Beaks                    | [ 12 ] [ 13 ]        |       |
| França         | Nickelodeon        | 5 de junho de 2015     | Harvey Beaks                    | [ 14 ]               |       |
| Itália         | Nickelodeon Super! | 5 de junho de 2015     | Harvey Beaks                    | [ 15 ]               |       |
| América Latina | Nickelodeon        | 6 de junho de 2015     | Harvey Beaks                    | [ 16 ]               |       |
| Brasil         | Nickelodeon        | 6 de junho de 2015     | Harvey Beaks                    | [ 17 ]               |       |
| Austrália      | Nickelodeon        | 6 de junho de 2015     | Harvey Beaks                    | [ 18 ]               |       |
| Nova Zelândia  | Nickelodeon        | 6 de junho de 2015     | Harvey Beaks                    | [ 18 ]               |       |
| Filipinas      | Nickelodeon        | 8 de junho de 2015     | Harvey Beaks                    | [ 19 ]               |       |
| Tailândia      | Nickelodeon        | 29 de junho de 2015    | Harvey Beaks                    | [ 19 ]               |       |
| Indonésia      | Nickelodeon        | 29 de junho de 2015    | Harvey Beaks                    | [ 19 ]               |       |
| Hong Kong      | Nickelodeon        | 29 de junho de 2015    | Harvey Beaks                    | [ 19 ]               |       |
| Singapura      | Nickelodeon        | 29 de junho de 2015    | Harvey Beaks                    | [ 19 ]               |       |
| Malásia        | Nickelodeon        | 29 de junho de 2015    |                                 | [ 19 ]               |       |
| Rússia         | Nickelodeon        | 13 de junho de 2015    | Харви Бикс                      | [ 20 ] [ 21 ]        |       |
| Grécia         | Nickelodeon        | 14 de junho de 2015    | Harvey Beaks                    | [ 22 ]               |       |
| Países Baixos  | Nickelodeon        | 20 de julho de 2015    | Harvey Beaks                    | [ 23 ]               |       |
| Bélgica        | Nickelodeon        | 20 de julho de 2015    | Harvey Beaks                    | [ 24 ]               |       |
| Alemanha       | Nickelodeon        | 20 de julho de 2015    | Harveys schnabelhafte Abenteuer | [ 25 ] [ 26 ] [ 27 ] |       |
| Áustria        | Nickelodeon        | 20 de julho de 2015    | Harveys schnabelhafte Abenteuer | [ 25 ] [ 26 ] [ 27 ] |       |
| Suíça          | Nickelodeon        | 20 de julho de 2015    | Harveys schnabelhafte Abenteuer | [ 28 ]               |       |
| Polónia        | Nickelodeon        | 20 de julho de 2015    | Henio Dzióbek                   | [ 29 ]               |       |
| Dinamarca      | Nickelodeon        | 20 de julho de 2015    | Harvey Naeb                     | [ 30 ]               |       |
| Noruega        | Nickelodeon        | 20 de julho de 2015    | Rampereservatet                 | [ 31 ]               |       |
| Suécia         | Nickelodeon        | 20 de julho de 2015    | Harvey Nabbson                  | [ 32 ]               |       |
| Chéquia        | Nickelodeon        | 17 de agosto de 2015   |                                 | [ 33 ]               |       |
| Hungria        | Nickelodeon        | 17 de agosto de 2015   | Csőrös Harvey                   | [ 33 ]               |       |
| Roménia        | Nickelodeon        | 17 de agosto de 2015   |                                 | [ 33 ]               |       |
| Croácia        | Nickelodeon        | 17 de agosto de 2015   | Harvey Kljunic                  | [ 33 ]               |       |
| Sérvia         | Nickelodeon        | 17 de agosto de 2015   | Harvi Kljunic                   | [ 33 ]               |       |
| Israel         | Nickelodeon        | 1 de setembro de 2015  | הארווי ביקס                     | [ 34 ]               |       |
| Arábia Saudita | Nickelodeon        | 13 de setembro de 2015 | هارفي_بيكس                      | [ 35 ]               |       |
| Argélia        | Nickelodeon        |                        |                                 |                      |       |
| Bahrein        |                    |                        |                                 |                      |       |
| Comores        |                    |                        |                                 |                      |       |
| Djibuti        |                    |                        |                                 |                      |       |
| Canadá         | YTV                | 10 de outubro de 2015  | Harvey Beaks                    | [ 36 ]               |       |